# Sjirak (provins i Armenien)

Provinsens läge i Armenien

Sjirak (armeniska: Շիրակի մարզ: Sjiraki marz) är en provins i Armenien, belägen vid gränsen till Turkiet och Georgien. Huvudorten är Gjumri. Provinsen hade 251 941 invånare (2011).
Sjiraks internationella flygplats utanför Gjumri är Armeniens näst största.